# Intercontinental Rally Challenge in 2007
De Intercontinental Rally Challenge in 2007 was de tweede jaargang van de Intercontinental Rally Challenge.  